# Орнек (озеро)
Орнек (каз. Өрнек) — озеро в Карабалыкском районе Костанайской области Казахстана. Находится в 5 км к юго-востоку от посёлка Урнек.
По данным топографической съёмки 1944 года, площадь поверхности озера составляет 3,83 км². Наибольшая длина озера — 2,5 км, наибольшая ширина — 2 км. Длина береговой линии составляет 7,2 км, развитие береговой линии — 1,03. Озеро расположено на высоте 232,7 м над уровнем моря.